# Eleccions parlamentàries finlandeses de 1999
Les eleccions parlamentàries finlandeses del 1999 es van celebrar el 21 de març de 1999 a Finlàndia. El partit més votat fou el socialdemòcrata i el seu cap Paavo Lipponen fou nomenat primer ministre de Finlàndia amb un govern de coalició.

## Resultats
Resum dels resultats electorals de 21 de març de 1999 al Parlament finlandès
|                                                                       | Partit Socialdemòcrata de Finlàndia | 612.963   | 22,9  | 51  | -12 |
|                                                                       | Partit del Centre                   | 600.592   | 22,4  | 48  | +4  |
|                                                                       | Partit de la Coalició Nacional      | 563.835   | 21,0  | 46  | +7  |
|                                                                       | Aliança d'Esquerra                  | 291.675   | 10,9  | 20  | -2  |
|                                                                       | Lliga Verda                         | 194.846   | 7,3   | 11  | +2  |
|                                                                       | Partit Popular Suec                 | 137.330   | 5,1   | 11  | =   |
|                                                                       | Lliga Cristiana de Finlàndia        | 111.835   | 4,2   | 10  | +3  |
|                                                                       | Grup Renovador                      | 28.549    | 1,1   | 1   | +1  |
|                                                                       | Veritables Finlandesos              | 26.440    | 1,00  | 1   | =   |
|                                                                       | Partit Comunista de Finlàndia       | 20.442    | 0,8   | -   |     |
|                                                                       | Representants de les Illes Aland    |           |       | 1   |     |
|                                                                       | Total (participació 65,3%)          | 2.681.291 | 100.0 | 200 |     |
| Font: Eduskuntavaalit 1927–1999 Arxivat 2007-10-02 a Wayback Machine. |                                     |           |       |     |     |